# Demografía de Vanuatu
La mayoría de los habitantes de Vanuatu (95%) son nativos melanesios, o ni-Vanuatu, el resto de la población son de origen europeo, asiático y de otras islas del Pacífico. Existen tres idiomas oficiales: inglés, francés y bislama (un idioma criollo que evolucionó del inglés). Además, alrededor de cien lenguas locales son hablados en las islas.
El cristianismo es la religión predominante en Vanuatu, que está dividido en varias denominaciones. La Iglesia Presbiteriana, es el mayor de ellos, que abarca una tercera parte de la población.

## Datos demográficos del CIA World Factbook

### Población
202.609 (julio de 2004 est.)

### Estructura etaria
0-14 años37% (hombres 35.934; mujeres 34.404)
15-64 años60% (hombres 58.155; mujeres 55.156)
65 años y más3% (hombres 3.228; mujeres 2.741) (2000)

### Tasa de crecimiento poblacional
1,74% (2000)

### Tasa de natalidad
25,93 nacimientos/1.000 habitantes (2000 est.)

### Tasa de mortalidad
8,52 muertes/1.000 habitantes (2000 est.)

### Tasa neta de migración
0 migrantes/1.000 habitantes (2000 est.)

### Distribución por sexo
al nacer1,05 hombres/mujeres
menores de 15 años1,04 hombres/mujeres
15-64 años1,05 hombres/mujeres
65 años y más1,18 hombres/mujeres
total de la población1,05 hombres/mujeres (2000 est.)

### Tasa de mortalidad infantil
62,52 muertes/1.000 nacimientos vivos (2000 est.)

### Expectativa de vida al nacer
total de la población60,57 años
hombres59,23 años
mujeres61,98 años (2000)

### Tasa de fertilidad
3,29 niños nacidos/mujer (2000 est.)

### Grupos étnicos
Nativos melanesios 94%, Franceses 4%, Vietnamitas, Chinos, Isleños del Pacífico

### Religiones
Presbiterianos 36,7%, anglicanos 15%, católicos 15%, creencias indígenas 7,6%, adventistas del séptimo día 6,2%, Iglesia de Cristo 3,8%, otros 15,7%.

### Idiomas
Inglés (oficial), Francés (oficial), pidgin (conocido como Bislama o Bichelama)

### Alfabetismo
Personas de 15 años o más que pueden leer y escribir.
total de la población53%
hombres57%
mujeres48% (1979)